# Otaiba
Otaiba (arabisch قرية العتيبة, manchmal auch Otaybah (engl.), Ataybah, Uteibah, Ateibeh, al-Utayba, al-Otaiba oder al-Atebeh geschrieben) ist ein Dorf im Osten von Ghuta, 26 Kilometer östlich des Stadtzentrums von Damaskus. Das Dorf ist administrativ ein Teil des Distrikts Douma im Gouvernement Rif Dimaschq. Der Damaskus International Airport liegt 11 Kilometer südwestlich von Otaiba. Nach Angaben des Syria Central Bureau of Statistics (CBS) hatte Otaiba bei der Volkszählung von 2004 eine Bevölkerung von 10.548 Menschen.